# 紗倉まなの摩訶不思議 オカルト探訪〜南の島のUFO伝説に迫る〜
『紗倉まなの摩訶不思議 オカルト探訪〜南の島のUFO伝説に迫る〜』（さくらまなのまかふしき オカルトたんぼう〜みなみのしまのユーフォ―でんせつにせまる〜）は、2022年8月5日から8月27日までU-NEXTで配信されたバラエティ番組。

## 内容
紗倉まなデビュー10周年企画として企画されたオールロケで収録された旅バラエティ番組。宇宙人に会いたいという紗倉の夢をかなえるため、AVメーカー・SODクリエイトが「地球外生命体とセックスしてAVを作る」という前代未聞の企画を通し、「宇宙人解禁作」として制作することになる。
宇宙人と逢うために、UFOの目撃情報が絶えない南の島へ向かった撮影班一行は、UFO専門家やUFOコンダクター、UFO研究家などのアドバイスをもらいながら、撮影期間4日間を走り回る。AVドキュメンタリーとして製作されているが、番組自体は全年齢が視聴できる。
2022年9月22日には本番組の大部分を再編集し、さらに2つのベッドシーンを加えAV作品として作られた作品『紗倉まな、解禁 宇宙で一番エロいセックス・オン・ザ・ビーチ』がSODクリエイトから発売される。こちらの収録時間は195分。
紗倉は番組内容について「文化祭の後の余韻に似てる。文化祭に参加したことないけど」と述べている。

## 出演者
紗倉まな
デビュー20周年を迎える女優。宇宙人の存在は信じていなかったが、新宿予防会の性病検査を受けた宇宙人なら相手役OKの意向を伝え、徐々に宇宙人の存在を信じるようになる。
タイガー小堺
20周年企画を任されてしまった外注監督。UFO否定派。ビタースイートサンバの流れるラジオで「宇宙人なんていない」というトークを聞き、宇宙人解禁の企画を思いつく。宇宙人に詳しい人選をブッキングするが、そもそも懐疑的であり、周囲からはツッコミを再三受ける。
黒田悠斗（AV男優）
宇宙人に地球人のSEXを見せつけるために呼ばれた、世田谷区在住、離婚歴1回の男優。初日のみ参加。
トダセルク（UFO研究家）
戸田セルクとも表記。ナポレオン・ヒルの提言「SEX中の思考は現実化する」を念頭に、念を飛ばせばUFOは来る、信じる力が一番大事だとアドバイスする。
ヒデオマン
MAX33個のUFOを一度に目視したことのあるコンダクター。UFOおじさんの元へ紗倉と戸田を届ける。
高岡哲也（SODクリエイト副社長）
離島へ向かう船の船長として登場。トダセルクからは金星人と分析される。
UFOおじさん
島の御大。劇中に姿は未登場。UFOが逃げてしまうという理由でレーザーポインター否定派。人工衛星かUFOかの区別がついていない気もするが、トダらは、おじさんがいうのだからそれはUFO説を推す。
貞松大輔
AV男優。引き寄せの法則に基づいたオーガズムを紗倉に与えるため、最終日のみに招聘された。
店主
離島の鉱石店の店主。隕石など、波動の強い石を探しに行った先で出会う。顔出しNG。他者を幸せにする人間はパワーが集まりやすいというアドバイスを送る。なぜか出演者と人生相談のような流れになる。

## 配信リスト
| 配信回 | 初回配信日   | タイトル                                 | 特記     |
| ------ | ------------ | ---------------------------------------- | -------- |
| #1     | 2022年8月5日 | 第壱話「明るい未来が見えません」         | 本編23分 |
| #2     | 8月12日      | 第弐話「お前、高岡だろ!」                | 本編27分 |
| #3     | 8月20日      | 第参話「時はきた!それだけだ!」           | 本編19分 |
| #4     | 8月27日      | 最終話「迷わず行けよ、行けばわかるさ。」 | 本編29分 |

## 音楽
オープニング曲
ジョアキーノ・ロッシーニ『歌劇「ウィリアム・テル」序曲より スイス軍の行進』
エンディング曲
白井舞『星屑サラウンド』作詞：白井舞、作曲：龍崎一

## スタッフ
- 撮影協力：石垣島
- 演出・監督：タイガー小堺
- Presented by SOD STAR
- Production company：CFS.inc.
- Production：Mine’S
- Production Progress：Fiiy Inaba
- Still Photographe：KEISUKE
- ヘア＆メイク：Pom Pom
- チーフAD：KIMKEN
- AD：ポッター井上
- Coordination：SHIGAKI
- マネジメント：Yamamon
- UFO Conductor：Toda Seluc、HIDEOMAN
- 編集補：TAKESHI
- special thanks：Takaoka CEO
- ディレクター：Noda
- 制作プロダクション：SODクリエイト